# Amado Boudou

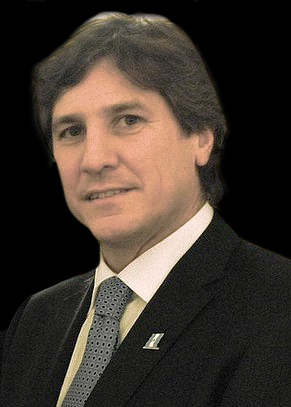
Amado Boudou

Amado Boudou (* 19. November 1963 in Mar del Plata, Argentinien) ist ein argentinischer Geschäftsmann und war Vizepräsident des Landes unter Cristina Fernández de Kirchner vom 10. Dezember 2011 bis 9. Dezember 2015. Er erlangte den Posten bei den Präsidentschafts- und Parlamentswahlen in Argentinien 2011.

## Leben
Boudou wurde am 19. November 1963 in der argentinischen Küstenstadt Mar del Plata geboren, in der auch seine Ausbildung durchlief. 1986 schloss Boudou an der staatlichen Universidad Nacional de Mar del Plata sein Studium der Wirtschaftswissenschaften ab. Zu damaliger Zeit galt er als großer Freund der argentinischen Rockszene und organisierte verschiedene Rock-Konzerte, unter anderem ein Festival mit 15.000 Zuschauern, in Mar del Plata. Zudem beschäftigte er sich seit dieser Zeit viel mit Motorrädern.
Im weiteren Verlauf nahm Boudou an verschiedene wirtschaftswissenschaftlichen Graduiertenkursen teil und erhielt den Master-Abschluss der privaten Universidad del CEMA. Daraufhin arbeitete Boudou als Geschäftsmann für die Venturino Ehisur S.A., ein Pflegedienstleister. Da er geschäftlich sehr erfolgreich war und verschiedene Verträge mit städtischen Krankenhäusern abschließen konnte, stieg er schnell innerhalb des Managements auf. 1995 ging das Unternehmen in Insolvenz, da ein Großkunde seinen Vertrag gekündigt hatte. Daraufhin beteiligte sich Boudou an der Gründung des Unternehmens Ecoplata S.A., ebenfalls im Gesundheitsbereich tätig, das daraufhin Verträge mit den Krankenhäusern der Urlaubsorte Villa Gesell und Pinamar abschließen konnte.
1998 trat Boudou in den Beamtendienst ein, als er seitens des damaligen Wirtschaftsminister Roque Fernández – ebenfalls Student an der CEMA – für die Controlling-Abteilung der staatlichen Sozialversicherung ANSES angeworben wurde. Ab 2001 leitete er die Controlling-Abteilung der ANSES. Nachdem Juan Pablo de Jesús die Bürgermeisterwahlen im Landkreis La Costa (Provinz Buenos Aires) gewonnen hatte, arbeitete Boudou dort als Finanzsekretär.
2006 kehrte Boudou zur ANSES zurück. Der damalige Leiter der Sozialversicherung, Sergio Massa, beförderte Boudou zum Finanzdirektor. Im Oktober 2008 wurde Boudou zum Leiter der ANSES ernannt, nachdem Sergio Massa zum Kabinettschef ernannt wurde.
Nachdem die Listenverbindung Frente para la Victoria der Präsidentin Kirchner in den argentinischen Parlamentswahlen im Juni 2009 herbe Verluste hinnehmen musste, trat der damalige Wirtschaftsminister Carlos Rafael Fernández zurück. Kirchner ernannte daraufhin Amado Boudou zum neuen Wirtschaftsminister.
Aufgrund der Wirtschafts- und Finanzkrise im Jahr 2008 und der bereits zuvor schwierigen finanziellen Lage Argentiniens auf dem Kreditmarkt, entschied die Cristina Fernández de Kirchner die Reserven der Argentinischen Zentralbank zu nutzen, deren Präsident Martín Redrado unter ihrem Druck zurücktrat. Boudou unterstützte die Präsidenten in diesem Vorgehen. Ebenfalls entschied die Präsidenten den Rentenfonds, ursprünglich privat, wieder zu verstaatlichen; Boudou stand konzeptionell hinter dieser Verstaatlichung.
Am 20. Dezember 2010 verkündete Boudou seine Kandidatur für das Amt des Bürgermeisters der Stadt Buenos Aires für die Listenverbindung Frente para la Victoria. In den Vorwahlen entschied die Listenverbindung sich jedoch für den Senator Daniel Filmus als Kandidaten.
Im Juni 2011 verkündete die Präsidentin Cristina Fernández de Kirchner ihre erneute Kandidatur für das Amt der Präsidentin, Boudou kandidierte für das Amt des Vizepräsidenten. Dieses Amt übte er in der Folge auch aus, wobei er jedoch von Kirchner weitgehend von den Regierungsgeschäften ferngehalten worden sein soll. Grund dafür waren mithin auch Vorwürfe des Amtsmissbrauchs seitens der argentinischen Justiz, die mit Boudous Arbeit als Wirtschaftsminister im Jahr 2010 in Zusammenhang standen. Ihm wurde eine Bevorzugung der Druckerei Ciccone Calcografia, die damals kurz vor dem Konkurs gestanden hatte, und mittels Steuererleichterungen im Austausch gegen 70 % der Aktien, saniert wurde, zur Last gelegt. Auch die 2012 neu gedruckten Banknoten des Landes, ebenso wie das Werbematerial für die Wahlkampagne Kirchners 2011, hatte Ciccone Calcografia hergestellt, was ihm die Staatsanwaltschaft als Amtsmissbrauch auslegte.